# 東茨城郡
東茨城郡（日语：／*/?）是茨城縣的一郡。人口77,289人、面積306.56km²（2006年）。
現轄有以下3町。
- 茨城町
- 大洗町
- 城里町